# Poiares (Santo André)
Poiares (Santo André) ist eine Gemeinde (Freguesia) im portugiesischen Kreis Vila Nova de Poiares. In ihr leben 4111 Einwohner (Stand 19. April 2021).

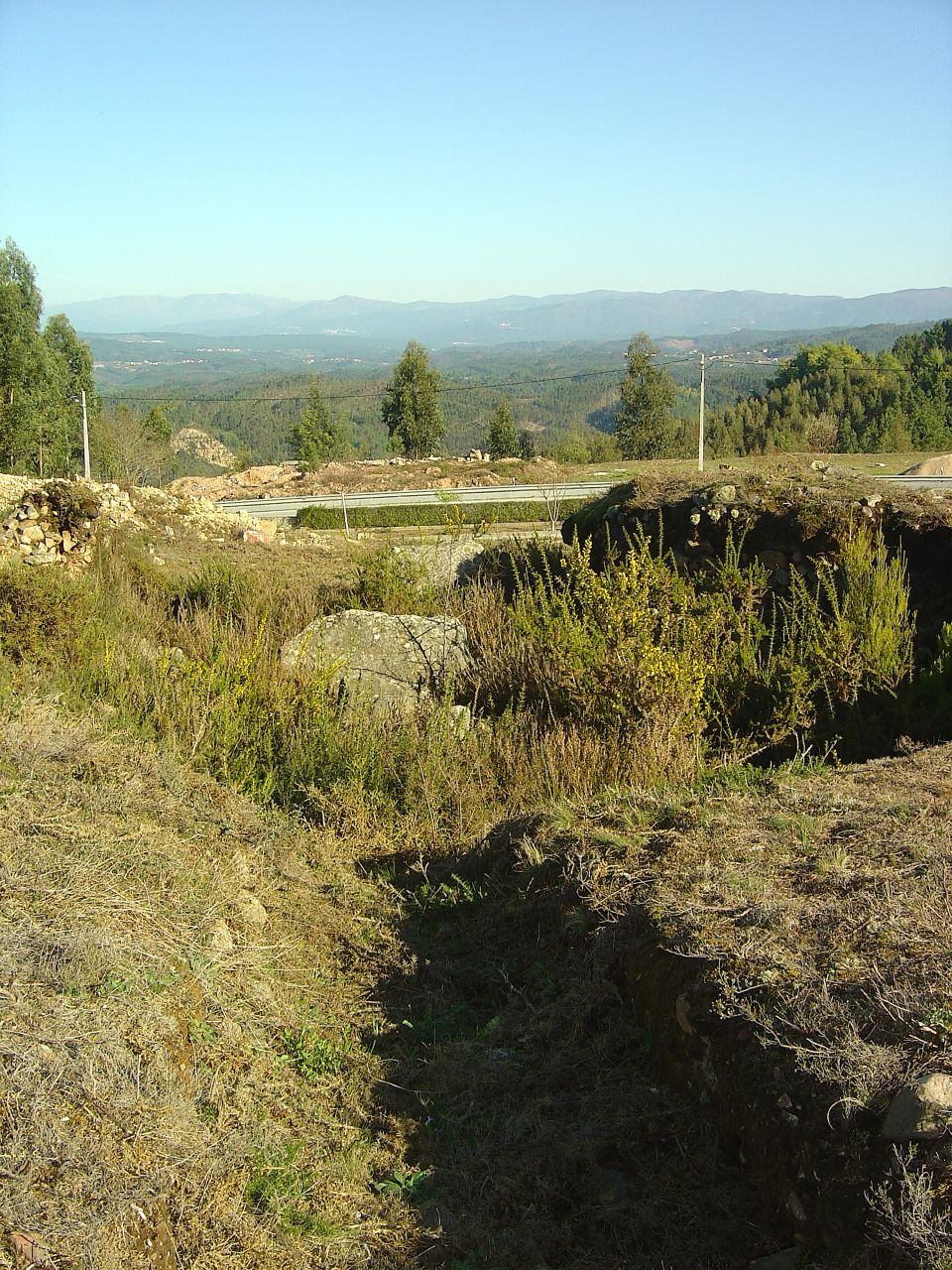
Die Ruines der Anta de S. Pedro Dias